# Ali Thani
Ali Thani Juma'a Al-Ehawi (in arabo علي ثاني جمعة‎?; 18 agosto 1968) è un ex calciatore emiratino.

## Carriera

### Nazionale
Ha partecipato al Campionato mondiale di calcio 1990, andando a segno nella partita persa per 4-1 contro la Jugoslavia.